# 메시에 23

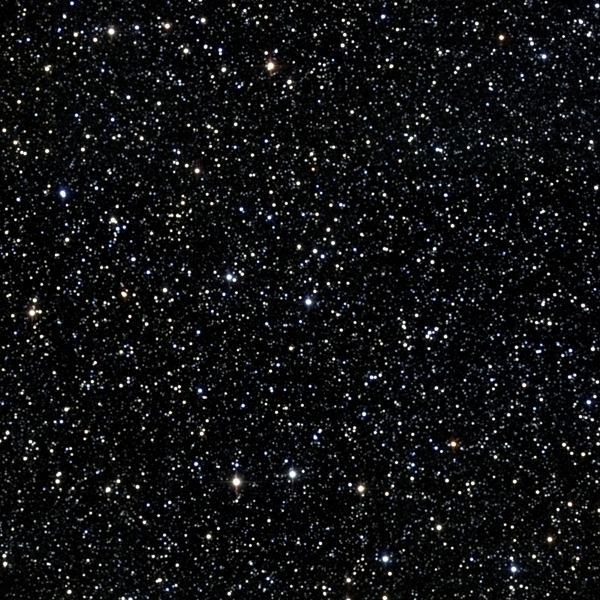
M23

메시에 M23(NGC 6494)는 궁수자리에 있는 산개 성단이다. 1764년 6월 20일 샤를 메시에가 메시에 천체 목록에 넣었다.
M23는 지구에서 약 2,150 광년 떨어져 있으며, 겉보기 등급은 6.9등급이다. 시직경은 27분으로 반경이 약 15~20광년 정도이다. 가장 밝은 별은 +9.2등급으로 망원경으로 관찰할 수 있다.

## 같이 보기
- 메시에 천체 목록